# Шервашидзе, Константин Георгиевич
Константин Георгиевич Шервашидзе (Хуршит-бей, Константиргиечба; 1812, Абхазия — 18 ноября 1883, Фили) — младший сын последнего из владетелей Абхазии Георгия II (Сефербея).

## Биография
В 1826 году, на основании ходатайства Главнокомандующего Отдельной Кавказской армией, генерала А. П. Ермолова, Константин Шервашидзе был определён в Пажеский корпус Петербурга. Окончил Пажеский корпус в 1831 г. и позднее стал прапорщиком Нижегородского драгунского полка, расквартированного на Кавказе.
В 1832 г., за участие в дворянском заговоре, имевшем целью восстановление суверенного Грузинского царства, Константин был арестован, затем переведен на службу в Гусарский принца Вюртембергского полк, квартировавшийся в Твери, и, т.о., выслан с Кавказа. Жил в Ярославле.
После восстания абхазского народа в 1866 году, направленного против действий русских властей в Абхазии, К. Г. Чачбе, как и некоторым другим членам рода Чачба, было запрещено возвращаться в Абхазию. До конца своей жизни он находился под секретным надзором. В начале 1860-х гг. Константин Георгиевич в чине майора подал в отставку.
Был женат первым браком на Александре Павловне Комаровой. Намного позже женился на дочери учителя-француза, пианистке Наталье Матвеевне д’Анлуа де ла Гард (фр. d'Enloy de la Garde) и переехал в Феодосию на постоянное место жительство. От второго брака у Георгия было два сына: Александр (1867—1968) и Владимир (1875—1937). Вскоре Константин и Наталья разошлись. Сыновья остались с отцом.
Скончался в 1883 году в подмосковной деревне Фили, вследствие долго продолжавшейся болезни. Первоначально был временно захоронен в Московском Покровском монастыре. В 1884 году тело было перевезено в Абхазию и похоронено в селе Лыхны.